# Charles Casteleyn
Carolus Franciscus (Charles) Casteleyn (Gistel, 24 februari 1885 - Sint-Kruis, 23 maart 1952) was burgemeester van de Belgische gemeente Sint-Kruis, van 1921 tot einde 1932.

## Levensloop
Charles Casteleyn, getrouwd met de Ichtegemse Julie Van Belleghem, met wie hij vijf dochters had, was van beroep aannemer van openbare werken.
Tot in 1916 woonde het gezin Casteleyn in Zeebrugge. De oorlogsomstandigheden dreven het daar weg en het nam zijn permanente intrek in de villa 'Waterkant' in Sint-Kruis.

## Burgemeester
Charles Casteleyn burgerde zeer vlug in, zodanig dat hij in oktober 1921 zegevierde in de eerste naoorlogse verkiezingen, met een katholieke lijst die 9 zetels behaalde op 11. Het resultaat was behaald door de brede steun die aan de lijst was gegeven door boeren, middenstanders en de christelijke arbeidersorganisatie. Casteleyn werd dan ook benoemd tot burgemeester.
In 1926 nam hij aan de verkiezingen deel onder de naam Christen Blok en behaalde 8 zetels. De socialisten hadden 1 zetel en 2 zetels gingen naar dissidente christen democraten. Tijdens die ambtsperiode kwam het tot een hevige twist tussen Casteleyn en de apolitieke Pieter Janssens, die vanwege rioleringswerken in de straat waar hij woonde heel wat ongemakken had ondervonden. Een tweede ruzie ontstond tussen Casteleyn en Edward Huys over de aankoop van een terrein gelegen naast de Mouterij Huys. Enkele invloedrijke families (Huys, Van Hoorickx,  Van Robays) vonden elkaar, samen met Pieter Janssens, in hun vijandigheid tegenover Casteleyn en bereidden zich voor om hem electoraal te treffen.
In 1932 kon Casteleyn nog slechts 4 zetels veroveren. Hij had nochtans inspanningen gedaan om ruime aanhang te verwerven. Zo had hij op zijn kandidatenlijst de zoon van de vroegere burgemeester Ferdinand de Maleingreau d'Hembise, Jean de Maleingreau (1895-1984) en Huibrecht Van Robays (1889-1940), de zoon van de vroegere dienstdoende burgemeester Karel Van Robays. De socialisten hadden 2 verkozenen en een nieuwe lijst Gemeentebelangen had er 5. Hoewel dit geen volstrekte meerderheid betekende, werd de kopman van die lijst, Pieter Janssens, burgemeester. Casteleyn vertegenwoordigde eerder de middenstanders en diegenen die zich recent op de gemeente hadden gevestigd, Janssens eerder de arbeiders en de 'autochtonen', onder wie enkele invloedrijke families.
In 1938 veroverde Casteleyn 5 zetels, maar zijn concurrent had er nu 6 en derhalve een meerderheid die toeliet verder de gemeente te besturen.
In 1946 voerde Casteleyn nog de CVP-lijst aan, waarop Didier de Pierpont als lijstduwer figureerde en werd verkozen tot gemeenteraadslid. De vrede binnen het katholieke kamp was hiermee hersteld, des temeer daar Pieter Janssens zich uit de politieke activiteiten had teruggetrokken en zijn lijst Gemeentebelangen had opgehouden te bestaan. Casteleyn zelf speelde geen politieke rol van betekenis meer.
Tijdens de volgende bestuursperiode 1952-1958 nam zijn dochter, Godelieve Casteleyn, zijn opvolging, werd verkozen en werd schepen en ambtenaar van de burgerlijke stand. In 1958 zou ze echter, uit onvrede met de CVP, Gerard D'Hooghe volgen in een nieuwe uitgave van het Christen Blok, die echter maar één verkozene had.

## Duivenmelker
Casteleyn was een verwoed duivenmelker. Dit bracht hem tijdens de Tweede Wereldoorlog in problemen met de bezetter, vanwege de verordening op het verplichte inleveren van de duiven. Hij slaagde erin een behoorlijk aantal diertjes binnen de duiventil in leven te houden en verder jonge duiven te kweken.